# Chinezen in Mauritius
Er leven zo'n 30.000 tot 40.000 Chinezen op Mauritius. Ze vormen drie procent van de bevolking. Kantonese dialecten en Hakka dialecten worden het meest gebruikt. De meerderheid van de Chinese Mauritianen is rooms-katholiek.
Rond 1740 kwamen de eerste Chinezen. Zij werden geronseld uit Sumatra. Rond 1780 gingen duizenden Chinezen vrijwillig vanuit Guangzhou naar het eiland. Al snel ontstond er een Chinese buurt (camp des Chinois) in Port Louis. Nadat het eiland van Frans naar Brits overging, ging de migratie van Chinezen door. De eerste Chinezen spraken een Kantonees dialect. Later kwamen ook Meixianers, waardoor Hakka op het eiland te horen was. Na de Tweede Wereldoorlog stopte de Chinese migratie naar Mauritius.
Op 10 november 1912 werd de eerste Chinese school gesticht. Later kwam er ook een Chinese middelbare school. Deze scholen hadden ongeveer duizend leerlingen. In de jaren zestig kwam er een eind aan de populariteit van deze scholen. Steeds meer Chinezen stuurden hun kinderen naar staatsscholen.
Mauritius heeft drie Chinese kranten en een Chinees tijdschrift.